# DuPont (Washington)
DuPont és una població dels Estats Units a l'estat de Washington. Segons el cens del 2000 tenia 2.452 habitants.

## Demografia
Segons el cens del 2000, DuPont tenia 2.452 habitants, 936 habitatges, i 670 famílies. La densitat de població era de 166,4 habitants per km².
Dels 936 habitatges en un 40,1% hi vivien nens de menys de 18 anys, en un 63,8% hi vivien parelles casades, en un 6% dones solteres, i en un 28,4% no eren unitats familiars. En el 23,2% dels habitatges hi vivien persones soles el 3,7% de les quals corresponia a persones de 65 anys o més que vivien soles. El nombre mitjà de persones vivint en cada habitatge era de 2,61 i el nombre mitjà de persones que vivien en cada família era de 3,12.
Per edats la població es repartia de la següent manera: un 29,9% tenia menys de 18 anys, un 5% entre 18 i 24, un 40,8% entre 25 i 44, un 17,8% de 45 a 60 i un 6,5% 65 anys o més.
L'edat mediana era de 32 anys. Per cada 100 dones de 18 o més anys hi havia 94,2 homes.
La renda mediana per habitatge era de 52.969 $ i la renda mediana per família de 57.202 $. Els homes tenien una renda mediana de 42.946 $ mentre que les dones 36.741 $. La renda per capita de la població era de 22.742 $. Aproximadament el 2,2% de les famílies i el 4,6% de la població estaven per davall del llindar de pobresa.

## Poblacions més properes
El següent diagrama mostra les poblacions més properes.